# Anisotropía fluorescente
La anisotropía fluorescente es un fenómeno físico que se produce cuando la luz emitida por un fluoróforo posee diferentes intensidades en diferentes ejes de polarización. Algunos de los pioneros que estudiaron el área fueron Aleksander Jablonski, Gregorio Weber, y Andreas Albrecht. Los principios de la polarización fluorescente y algunas aplicaciones del método pueden ser consultadas en el libro de Lakowicz Principles of Fluorescence Spectroscopy.

## Principio
En el proceso de fluorescencia, una molécula absorbe un fotón adquiriendo un estado excitado de energía. Luego de un pequeño lapso de tiempo (el promedio del cual es representado como tiempo de vida fluorescente {\displaystyle \tau }), la molécula se relaja nuevamente a un estado de menor energía perdiendo parte de la energía adquirida en forma de calor y emitiendo el resto de la energía en forma de otro fotón. El proceso de excitación y relajación involucra la redistribución de los electrones en la molécula. Sin embargo, la excitación puede producirse únicamente si el campo eléctrico de la luz se encuentra orientado en un eje de polarización particular con respecto a la molécula. Además, el fotón emitido también posee un plano de polarización particular en relación con la molécula.
Cuando se aplica luz polarizada a un grupo de fluoróforos aleatoriamente orientados, la mayor parte de las moléculas excitadas serán aquellas que se encuentren orientadas dentro de un rango particular de ángulos con respecto a la polarización aplicada. Si estas moléculas no se mueven, la luz emitida, poseerá también un rango particular de ángulos de polarización con respecto a la luz aplicada. Esta anisotropía intrínseca denotada como r0) se mide usualmente embutiendo al fluoróforo en un poliol congelado.
Cuando el fluoróforo puede cambiar su orientación libremente antes de reemitir fotones, el grado de polarización de la luz emitida se reduce. El grado de decorrelación entre la luz incidente y emitida depende de cuan rápidamente varíe la orientación del fluoróforo (tiempo de vida rotacional {\displaystyle \phi }) en relación con el tiempo de decaimiento fluorescente ({\displaystyle \tau }). El cambio en las orientaciones puede ocurrir ya sea por la rotación de la molécula como un todo, o únicamente por la rotación de la parte fluorescente. La tasa de rotaciones de las moléculas se encuentra relacionada con la anisotropía fluorescente medida por la ecuación:
Donde r es la anisotropía observada,r0 es la anisotropía intrínseca de la molécula, {\displaystyle \tau } es el tiempo de decaimiento fluorescente y {\displaystyle \phi } la constante de tiempo rotacional.
Este análisis es válido únicamente si los fluoróforos se encuentran relativamente alejados unos de otros. Si se encuentran muy cercanos unos a otros, pueden intercambiar energía por un mecanismo de transferencia de energía de resonancia de Förster y debido a que la emisión puede ocurrir desde muchas moléculas aleatoriamente orientadas, esto causa que se observe una anisotropía menor a la esperada, o dicho de otra manera, un mayor grado de decorrelación. Este tipo de homotransferencia de Förster se llama migración de energía de Förster, o emFRET.

## Aplicaciones
La anisotropía fluorescente puede ser utilizada para medir las constantes y cinéticas de reacciones que causan cambios en el tiempo rotacional de las moléculas. Si el fluoróforo se encuentra unido a una molécula pequeña, la velocidad a la cual gira puede disminuir dramáticamente al ser unido a una proteína de gran tamaño. Por otra parte si el fluoróforo se encuentra unido a una proteína de gran tamaño formando un par de unión con otra proteína, la diferencia en la polarización entre la forma unida y la no unida, puede ser menor (debido a que la proteína que lo contiene ya es lo suficientemente estable y gira demasiado lento como para ser un buen punto de partida), por lo que la medición puede ser menos precisa. El grado de unión puede ser calculado utilizando la diferencia entre la anisotropía de la forma parcialmente unida, la totalmente unida y la libre.
Si el fluoróforo se encuentra unido a una molécula relativamente grande, tal como una proteína o ARN, el cambio en la movilidad que acompaña al plegamiento puede ser utilizado para estudiar la dinámica del mismo. Esto provee un mecanismo para medir las dinámicas de cómo una proteína alcanza su plegamiento tridimensional definitivo.
Una aplicación común de este principio es la técnica de FPIA desarrollada por Abbott Diagnostics, utilizada para cuantificar pequeñas moléculas de interés clínico en líquidos biológicos.
La anisotropía fluorescente puede ser aplicada también a la microscopía, con el uso de polarizadores ubicados en el trayecto de la luz de iluminación, antes de la muestra y antes de la cámara. Esta técnica puede ser utilizada para estudiar la viscosidad local del citosol y de las membranas, brindando además información acerca de la microestructura de la membrana y la concentración relativa de diferentes lípidos. Esta técnica ha sido utilizada además para detectar la unión de algunas moléculas a sus respectivos receptores o enzimas en cascadas de señalización, y en respuesta a determinados estímulos.
El fenómeno de emFRET y su disminución asociada a la anisotropía esperada cuando se producen interacciones cercanas entre fluoróforos puede ser utilizada para estudiar el estado de agregación de proteínas en respuesta a diferentes señales.